# 张作干
张作干（1907年—1969年），男，浙江温岭人，中国组织学家、比较解剖学家、胚胎学家、神经解剖学家、医学教育家。